# Оргбиро
Оргбиро (рус. Оргбюро́), такође познат као Организациони биро рус. ), Централног комитета Комунистичке партије Совјетског Савеза, постојао је од 1919. до 1952. године, када је укинут на 19. конгресу Комунистичке партије и његове функције су пренете на проширени Секретаријат.
Оргбиро је основан током Лењинове владавине да доноси важне одлуке о организационом раду у Совјетском Савезу . Надзирао је рад локалних партијских комитета и имао је овлашћење да бира и поставља чланове Комунистичке партије на положаје по свом нахођењу.

## Избор и хронологија
На исти начин као и Политбиро и Секретаријат, Оргбиро је биран на пленарним седницама Централног комитета. Један од секретара ЦК надгледао је рад Оргбироа. Први Оргбиро од три члана (Владимирски, Крестински и Свердлов) изабран је 16. јануара 1919. на седници Централног комитета. 8. партијски конгрес (8. март 1919. – 23. март 1919.) изменио је партијски статут и донео одредбе о избору Политбироа, Оргбироа и Секретаријата. Пленум Централног комитета изабрао је нови Оргбиро од пет чланова и једног кандидата за члана 25. марта 1919. године. Неки кључни комунистички политичари (као што су Јосиф Стаљин, Вјачеслав Молотов, Лазар Каганович и други) били су чланови и Оргбироа и Политбироа, али већина чланова Оргбироа су биле мање важне личности од  изабраних у Политбиро и Секретаријат.